# Derecho de autor en El Salvador
El derecho de autor de El Salvador es el derecho legal de obras creativas y artísticas bajo las leyes de El Salvador. La nueva Ley de Propiedad Intelectual en El Salvador fue emitida por el parlamento salvadoreño mediante Decreto Legislativo N.º 66, del 8 de agosto de 2024, publicado en el Diario Oficial N.º 153, Tomo N.º 444, del 15 de agosto de 2024. Esta ley tiene como objetivo proteger los derechos económicos y morales de los autores salvadoreños y extranjeros que residen en El Salvador, garantizados por el solo hecho de crear obras literarias, artísticas y científicas.

## Historia
Durante el gobierno del presidente Tomás Regalado, la Asamblea Nacional de la República de El Salvador emitió el Decreto Legislativo del 2 de junio de 1900, publicado en el Diario Oficial N.º 187, Tomo N.º 49, del 10 de agosto de 1900, para regular "la propiedad literaria con el fin de que sean debidamente garantizados los derechos de autores". Esta ley fue sancionada por el presidente Regalado y el Secretario de Estado en el Despacho de Fomento, F. Novoa, el 8 de junio de 1900.
Durante el gobierno del presidente Julio Adalberto Rivera, el parlamento salvadoreño emitió la Ley de Derecho de Autor, mediante Decreto Legislativo N.º 376, del 6 de septiembre de 1963, publicado en el Diario Oficial N.º 173, Tomo N.º 200, del 17 de septiembre de 1963.
La Ley de Propiedad Intelectual de 1993 fue emitida por el parlamento salvadoreño mediante Decreto Legislativo N.º 604, del 15 de julio de 1993, publicado en el Diario Oficial N.º 150, Tomo N.º 320, del 16 de agosto de 1993. El nombre original de esta normativa era Ley de Fomento y Protección de la Propiedad Intelectual; pero mediante Decreto Legislativo N.º 912, del 14 de diciembre de 2005, publicado en el Diario Oficial N.º 8, Tomo N.º 370, del 12 de enero de 2006, se cambió su denominación oficial por la de Ley de Propiedad Intelectual.
La Ley de Propiedad Intelectual de 1993 desarrollaba el mandato regulado en el Artículo 103 de la Constitución de la República de El Salvador de 1983 de reconocer los derechos de autor. Dicha ley fue emitida mediante el Decreto Legislativo N.º 604, del 15 de julio de 1993, publicado en el Diario Oficial N.º 150, Tomo N.º 320, del 16 de agosto de 1993. Posteriormente, en 2017, fue reformada mediante el Decreto Legislativo N.º 611, del 15 de febrero de 2017, publicado en el Diario Oficial N.º 95, Tomo N.º 415, del 25 de mayo de 2017. Dichas ley se mantuvo vigente hasta su derogación en 2024.
La ley más reciente es la Ley de Propiedad Intelectual emitida mediante el Decreto Legislativo No. 66 de fecha 8 de agosto de 2024, publicado en el Diario Oficial No. 153, Tomo 444 de fecha 15 de agosto de 2024.
El Salvador es miembro de la Convención Universal sobre Derecho de Autor desde el 29 de marzo de 1979, el Convenio de Berna desde el 19 de febrero de 1994, la Organización Mundial del Comercio desde el 7 de mayo de 1995 y el Tratado de la OMPI sobre Derecho de Autor desde el 6 de marzo de 2002.

## Tipos de obras protegidas
La ley de 1993 protegía las obras de la creación personal, es decir, la originalidad. Hay una lista de mención de trabajo protegido:
- Libros, panfletos y escritos.
- Programas informáticos como el software.
- Obras musicales (con o sin letra).
- Obras de oratoria, obras tridimensionales y obras de arte aplicado.
- Versiones escritas o grabadas de conferencias, discursos, lecciones, sermones y otras obras del mismo tipo.
- Obras dramáticas o dramático-musicales y coreográficas.
- Adaptaciones escénicas de obras dramáticas u operísticas.
- Obras de arquitectura o ingeniería.
- Globos, atlas y mapas pertenecientes a cualquier tipo de estudio.
- Fotografías, litografías y grabados.
- Obras audiovisuales como obras cinematográficas silenciosas, habladas o musicales.
- Obras de radio o televisión.
- Planes u otras reproducciones gráficas y traducciones.
- Todos los otros trabajos que por analogía pueden considerarse incluidos dentro de las mismas categorías genéricas que los trabajos especificados.

## Solicitud
Los autores merecen el derecho de acuerdo con las leyes y contratos relacionados con los derechos de autor que se redactan en una escritura pública, y los autores pueden registrarse en el Registro de Propiedad Intelectual con excepciones a los actos o contratos extranjeros que se aceptan como otorgados, siempre que tengan el respectiva autenticidad mencionada en el artículo 56 de la Ley de Propiedad Intelectual. 
El autor debe presentar el acto o contrato en original en escritura pública, el recibo de pago por el valor de $11.43 dólares estadounidenses, y la parte interesada puede solicitar su acto o contrato al día siguiente. Hay dos casos de la solicitud: uno es el depósito del trabajo que el certificado del autor se entrega a la parte interesada acompañado de una copia del trabajo sellado; y en caso de hacer un registro de actos o contrato de derechos de autor, los actos o contratos serán fotocopiados para formar un libro, y el acto o contrato original se devolverá a la parte interesada para hacer un registro del autor.

## Duración
La duración de los derechos de autor dura por la vida del autor más setenta años después de la muerte del autor. 
En caso de ser una obra anónima o seudónimo, cuyo autor no ha sido revelado, la protección será de 70 años. 
Contado desde el 1 de enero del próximo año de la primera divulgación. Al verificar el autor de la obra anónima o seudónimo, o el titular de los derechos de autor, se aplicará la disposición de la carta anterior. Si no se ha realizado una divulgación autorizada después de 50 años, contados a partir del año de creación o publicación del trabajo, interpretación o ejecución del problema; el período de protección se tomará desde el 1 de enero del año siguiente a la publicación, realización o creación del contenido.
Originalmente, en la ley de 1993 se estableció como una extensión de 50 años, que fue enmendada en 2005, aumentando ese período a 70 años después de la muerte del autor.

## Dominio público
Las obras serán de dominio público cuando sean un trabajo gratuito para cualquier persona que respete la misma autoridad e integridad.
Incluido en este tipo de patrimonio cultural común están los siguientes: 
- Caducidad de la duración del contenido de los derechos de autor (después de 70 años de la muerte del autor).
- Obras de autor desconocido, incluidas las canciones, leyendas, bailes y expresiones del folclore.
- Contenido nulo o de renuncia.
- Archivos no enviados dentro de un período indicado.
- Solicitud retirada o certificado de obras.
- Documentos anexos de idiomas extranjeros después de seis meses de presentación.
- Obras cuyos titulares renunciaron a la protección que brinda esta ley.

## Excepciones
La Ley de Propiedad Intelectual de El Salvador tiene una aplicación para autores que quieran otorgar sus derechos de piratería ilegal, medios probatorios ante terceros y atestigua la existencia del trabajo, interpretación o producción. Sin embargo, existen algunas limitaciones de excepciones en materia de derechos de autor en las que cualquiera puede hacer uso de las obras sin la autorización del autor o titular de los derechos.
Algunos ejemplos son: En relación con las obras que ya se divulgan legalmente, se permite sin autorización del autor o remuneración. La reproducción de una obra de arte en exhibición permanente en una calle, plaza u otro lugar público en un medio artístico diferente al utilizado para la realización del original; con respecto a los edificios, este derecho se limitará a las paredes exteriores. Y está permitido realizar brevemente sin la autorización del autor o el pago de una remuneración, citas de obras publicadas legalmente, con la obligación de indicar el nombre del autor y la fuente, y siempre que dichos nombramientos se realicen de acuerdo con prácticas honestas y en la medida justificada por el fin perseguido.

## Infracción
La infracción de los derechos de autor ocurre cuando alguien viola uno de los derechos exclusivos. Comúnmente, esto implica que alguien cree o distribuya una "copia" de una obra protegida que sea "sustancialmente similar" a la versión original. La infracción requiere copia. Si dos o más personas escriben exactamente la misma historia al mismo tiempo, sin conocimiento de la otra, no hay infracción. 
La violación de los derechos de autor es una infracción de los derechos del autor, independientemente de que actúe de manera menos o inofensiva para los intereses morales o económicos del autor. La autoridad o persona física o jurídica no puede autorizar el uso del trabajo, la interpretación, el desempeño o cualquier otro trabajo protegido por la ley, incluido cualquier tipo de medio de comunicación (con excepciones). Si alguien no respeta los derechos de autor, el infractor será castigado con prisión de 2 a 4 años